# Henry Harrisse
Henry Harisse (Parigi, 28 maggio 1829 – Parigi, 1º maggio 1910) è stato uno storico, cartografo e scrittore francese naturalizzato statunitense, autore di tanti libri sulle prime scoperte dell'America e sulle rappresentazioni geografiche del Nuovo Mondo.

## Biografia
Henry Harisse nacque a Parigi il 28 maggio 1829, dal padre Abraham e da sua moglie Nanine Marcus. Da giovane si trasferì con la sua famiglia in America dove prese la nazionalità del paese.
Studiò presso l'Università della Carolina del Sud e iniziò la sua carriera accademica presso l'Università della Carolina del Nord, dove insegnò lettere, filosofia e legge. Secondo il biografo Henri Cordier le sue prime opere furono indirizzate a Taine e a Renan.
Si concentrò soprattutto sullo studio delle origini dell'America, dove fece anche eventuali esplorazioni per scoprirla.
Harrisse è stato eletto membro della American Antiquarian Society nel 1893.

## Opere principali
- Bibliotheca Americana Vetustissima: A Description of Works Relating to America.[4]
- Notes on Columbus (1866)
- Bibliotheca Americana Vetustissima (1866)
- Jean et Sébastien Cabot (1882)
- Études d'histoire critique. Christophe Colomb : son origine, sa vie, ses voyages, sa famille et ses descendants (1884)
- Discovery of North America (1892)